# La Matapédia
La Matapédia – regionalna gmina hrabstwa (MRC) w regionie administracyjnym Bas-Saint-Laurent prowincji Quebec, w Kanadzie. Stolicą jest miasto Amqui. Składa się z 25 gmin: 2 miast, 7 gmin, 1 wsi, 8 parafii i 7 terytoriów nie zorganizowanych.
La Matapédia ma 18 573 mieszkańców. Język francuski jest językiem ojczystym dla 99,4%, angielski dla 0,4% mieszkańców (2011).